# Smet (azienda)
Smet è una società per azioni fondata a Salerno nel 1947, tra i leader europei nel settore del trasporto merci e della logistica. Attualmente l'azienda ha circa 20 sedi in Italia e 14 in Europa, arrivando a impiegare circa 1400 lavoratori.

## Storia
L’azienda fu fondata nel 1947 come azienda di famiglia dal capostipite Domenico De Rosa. Dal 1975 la gestione passò nelle mani del figlio, il Cavaliere del Lavoro Luigi De Rosa. Dal 2008 la società è gestita dai figli di questo: Domenico, che ne è Amministratore Delegato, Andrea e Lorella.

## Attività dell'azienda
L'azienda attualmente conta su un parco mezzi di circa 2000 unità e impiega circa 1400 lavoratori, fra dipendenti diretti e indiretti. Si occupa di trasporto merci su gomma, rotaia e mare, oltre che di logistica.